# Лоуренс Борегар
Лоуренс Борегар (англ. Laurence Beauregard; нар. 4 серпня 1997, Монреаль, Квебек) — канадська борчиня вільного стилю, триразова чемпіонка, срібна та бронзова призерка Панамериканських чемпіонатів, чемпіонка Франкомовних ігор, чемпіонка чемпіонатів світу серед студентів.

## Життєпис
Займається боротьбою з 15 років. Виступає за борцівський клуб «Concordia Stingers» з Монреаля. Навчається в Школі бізнесу Джона Молсона, де вона вивчає маркетинг і бухгалтерський облік.

## Спортивні результати на міжнародних змаганнях

### Виступи на Чемпіонатах світу
| Змагання                        | Збірна | Вагова категорія          | Місце |
| ------------------------------- | ------ | ------------------------- | ----- |
| Чемпіонат світу з боротьби 2022 | Канада | жіноча боротьба, до 59 кг | 13    |
| Чемпіонат світу з боротьби 2023 | Канада | жіноча боротьба, до 59 кг | 22    |
| Чемпіонат світу з боротьби 2024 | Канада | жіноча боротьба, до 59 кг | 5     |

### Виступи на Панамериканських чемпіонатах
| Змагання                                   | Збірна | Вагова категорія          | Місце  |
| ------------------------------------------ | ------ | ------------------------- | ------ |
| Панамериканський чемпіонат з боротьби 2017 | Канада | жіноча боротьба, до 60 кг | Бронза |
| Панамериканський чемпіонат з боротьби 2018 | Канада | жіноча боротьба, до 59 кг | Срібло |
| Панамериканський чемпіонат з боротьби 2019 | Канада | жіноча боротьба, до 59 кг | Золото |
| Панамериканський чемпіонат з боротьби 2022 | Канада | жіноча боротьба, до 59 кг | Золото |
| Панамериканський чемпіонат з боротьби 2024 | Канада | жіноча боротьба, до 59 кг | Золото |

### Виступи на Франкомовних іграх
| Змагання              | Збірна | Вагова категорія          | Місце  |
| --------------------- | ------ | ------------------------- | ------ |
| Франкомовні ігри 2017 | Канада | жіноча боротьба, до 55 кг | Золото |

### Виступи на Чемпіонатах світу серед студентів
| Змагання                                        | Збірна | Вагова категорія          | Місце  |
| ----------------------------------------------- | ------ | ------------------------- | ------ |
| Чемпіонат світу з боротьби серед студентів 2018 | Канада | жіноча боротьба, до 59 кг | Золото |

### Виступи на інших змаганнях
| Змагання                             | Збірна | Вагова категорія          | Місце  |
| ------------------------------------ | ------ | ------------------------- | ------ |
| Турнір міста Сассарі з боротьби 2018 | Канада | жіноча боротьба, до 59 кг | Золото |
| Кубок Канади з боротьби 2018         | Канада | жіноча боротьба, до 59 кг | Бронза |
| Турнір міста Сассарі з боротьби 2019 | Канада | жіноча боротьба, до 59 кг | Бронза |
| Турнір міста Сассарі з боротьби 2022 | Канада | жіноча боротьба, до 59 кг | Золото |
| Гран-прі Іспанії з боротьби 2022     | Канада | жіноча боротьба, до 59 кг | Золото |
| Турнір міста Сассарі з боротьби 2023 | Канада | жіноча боротьба, до 62 кг | Бронза |
| Гран-прі Іспанії з боротьби 2024     | Канада | жіноча боротьба, до 59 кг | 9      |
| Klippan Lady Open 2025               | Канада | жіноча боротьба, до 57 кг | Золото |

### Виступи на змаганнях молодших вікових груп
| Змагання                                     | Збірна | Вагова категорія          | Місце |
| -------------------------------------------- | ------ | ------------------------- | ----- |
| Чемпіонат світу з боротьби серед молоді 2018 | Канада | жіноча боротьба, до 59 кг | 9     |